# Habitat faunique
Ne doit pas être confondu avec Réserves fauniques du Québec.
Un habitat faunique est une appellation québécoise désignant des aires protégées fauniques gouvernementales. Créées et administrées par le Ministère des Forêts, de la Faune et des Parcs, celles-ci ont pour mission de protéger les milieux écologiques essentielles à la faune protégée du Québec. Les activités humaines dans les habitats fauniques sont assujetties à des règles strictes. Les exploitations forestière, minière et gazière y sont proscrites tandis que la chasse y est fortement régulée, voire interdite. 

## Historique

Quelques espèces protégées par les habitats fauniques
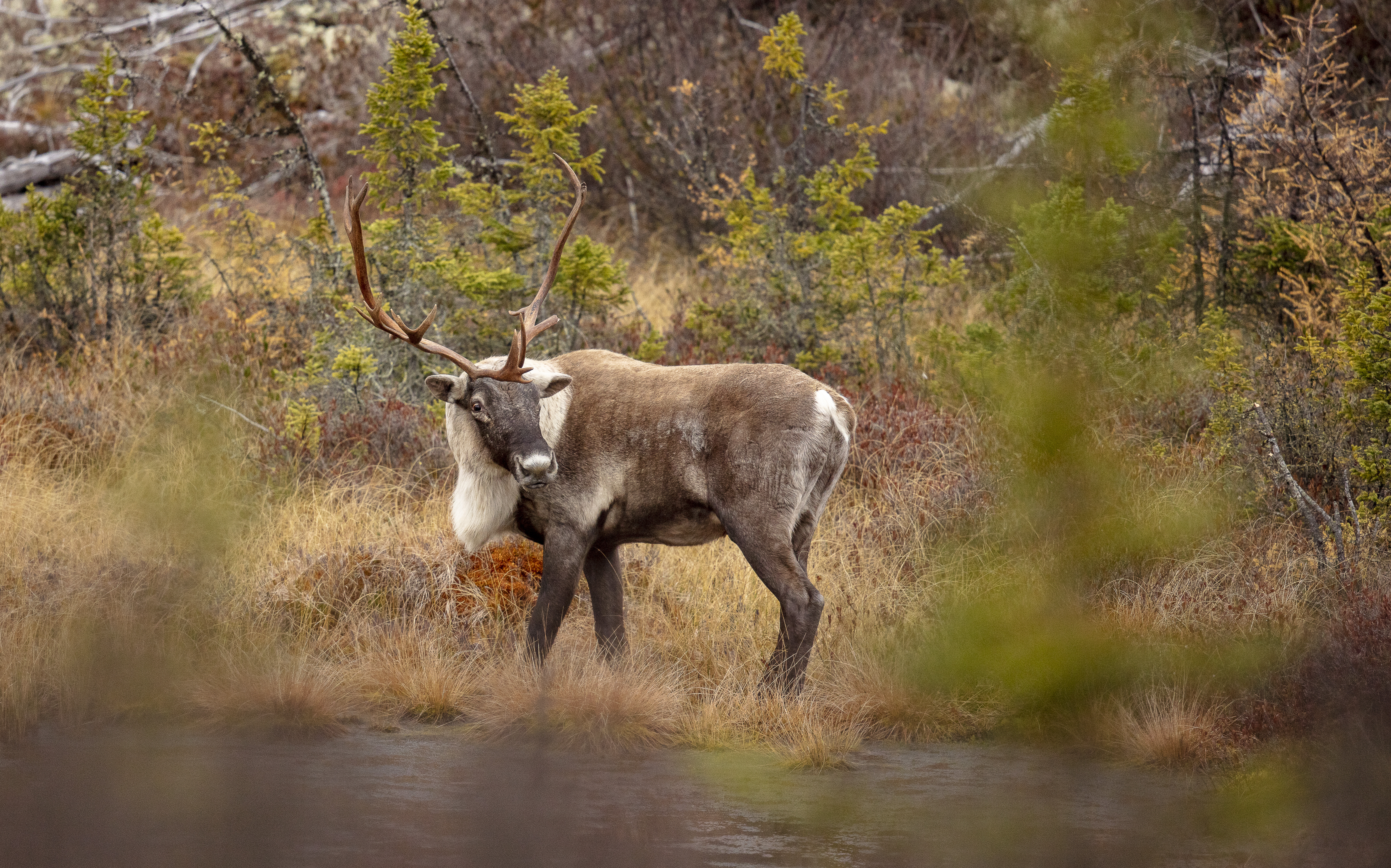
Le caribou des bois.
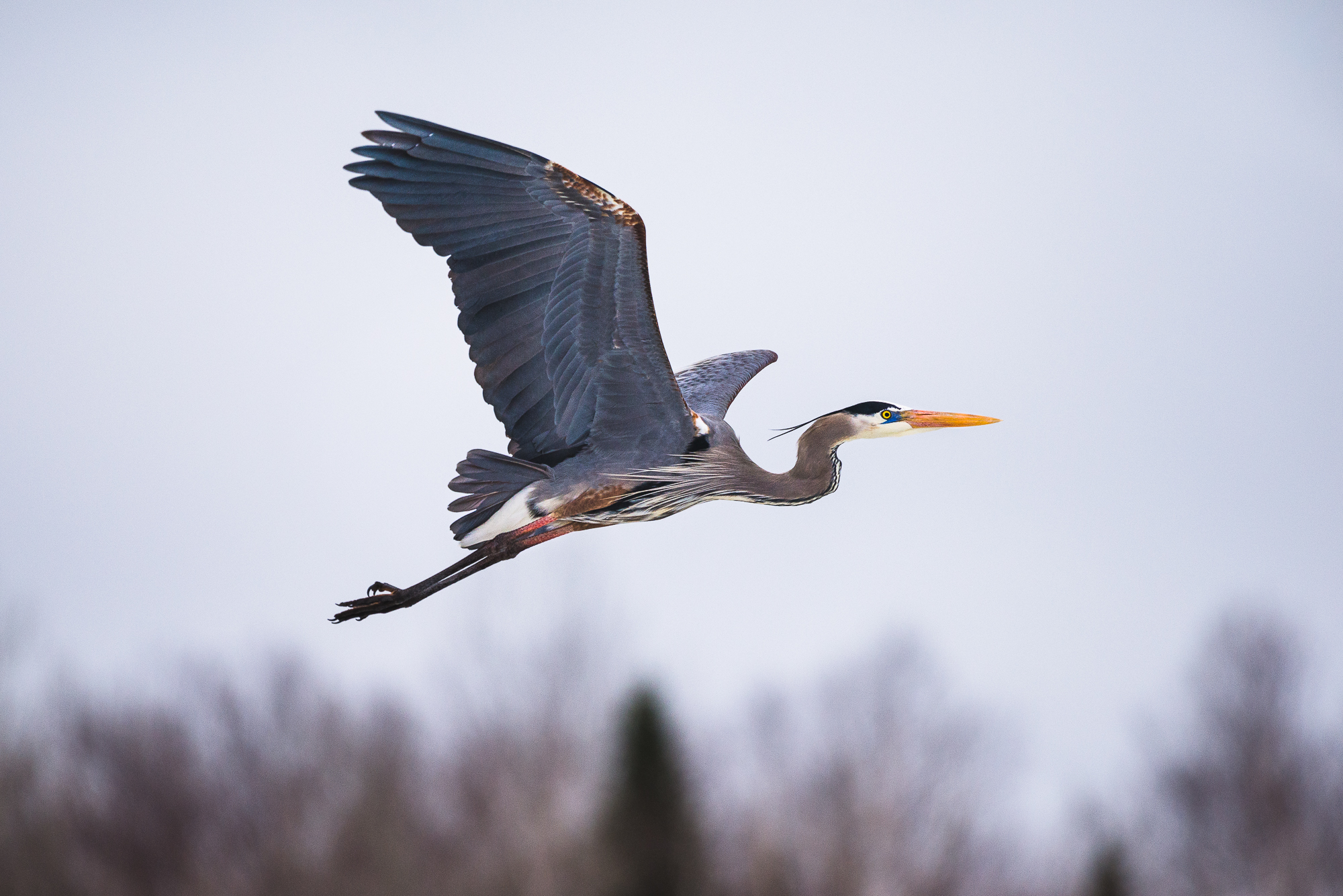
Le grand héron.
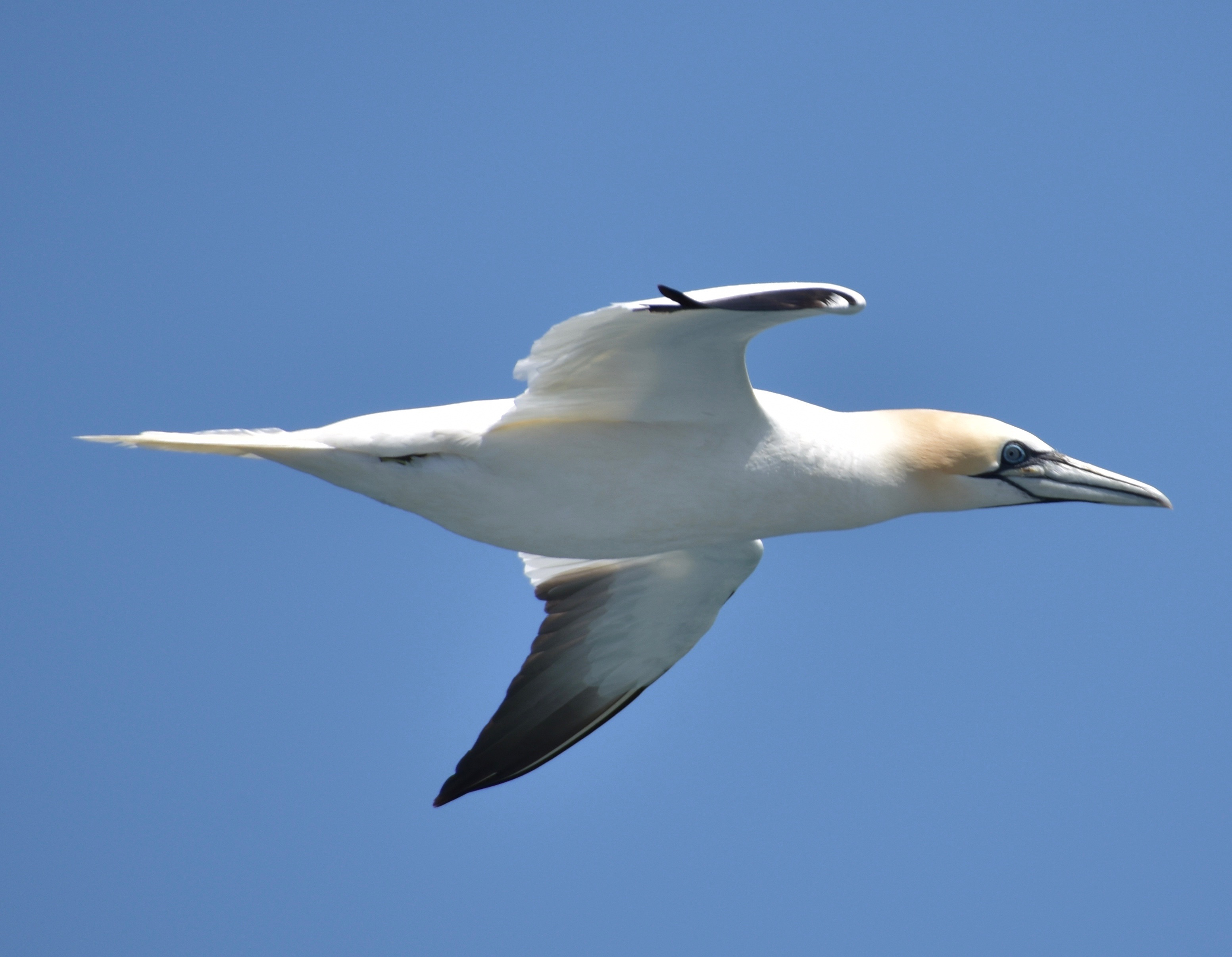
Le fou de bassan.
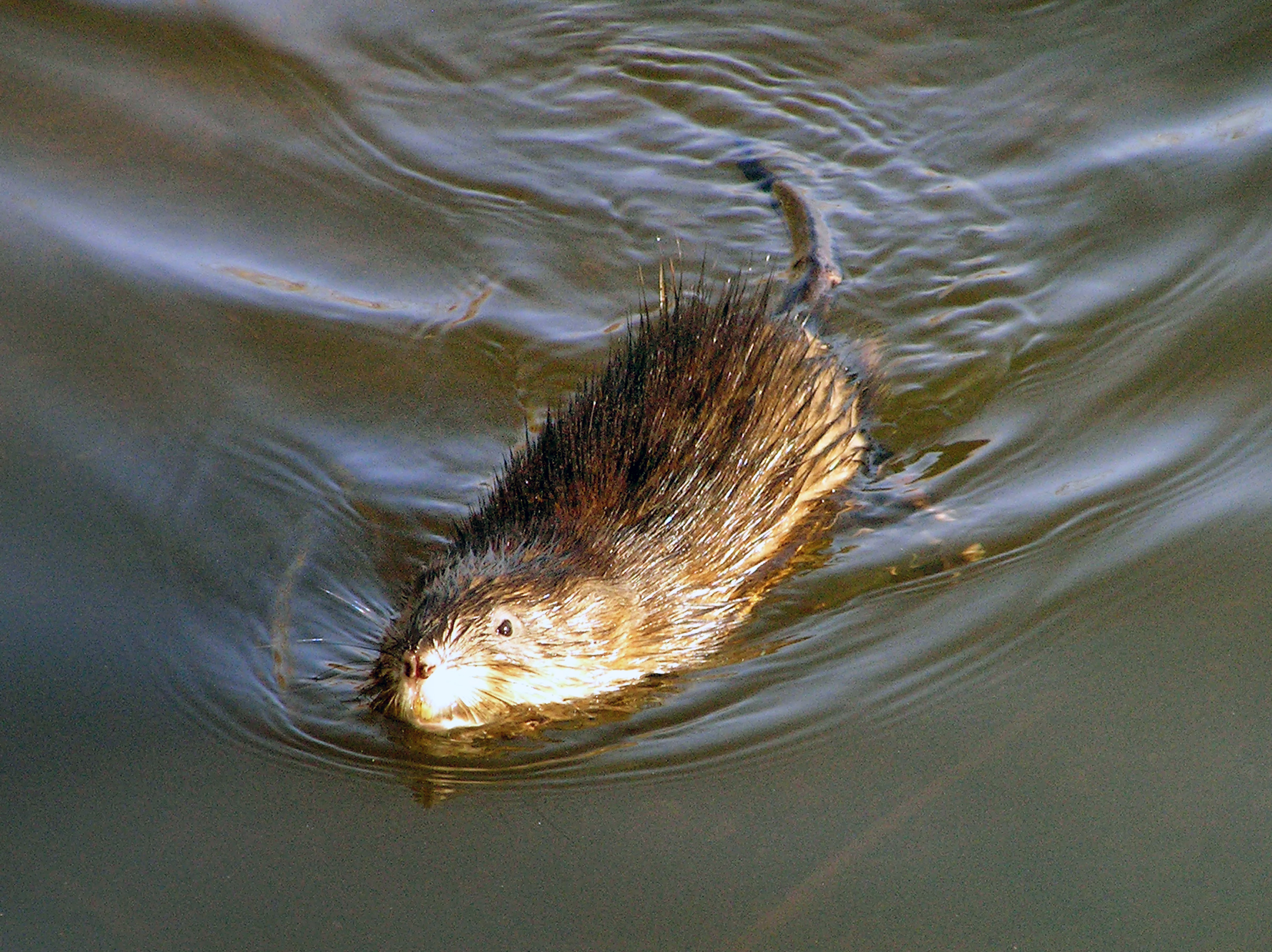
Le rat musqué.
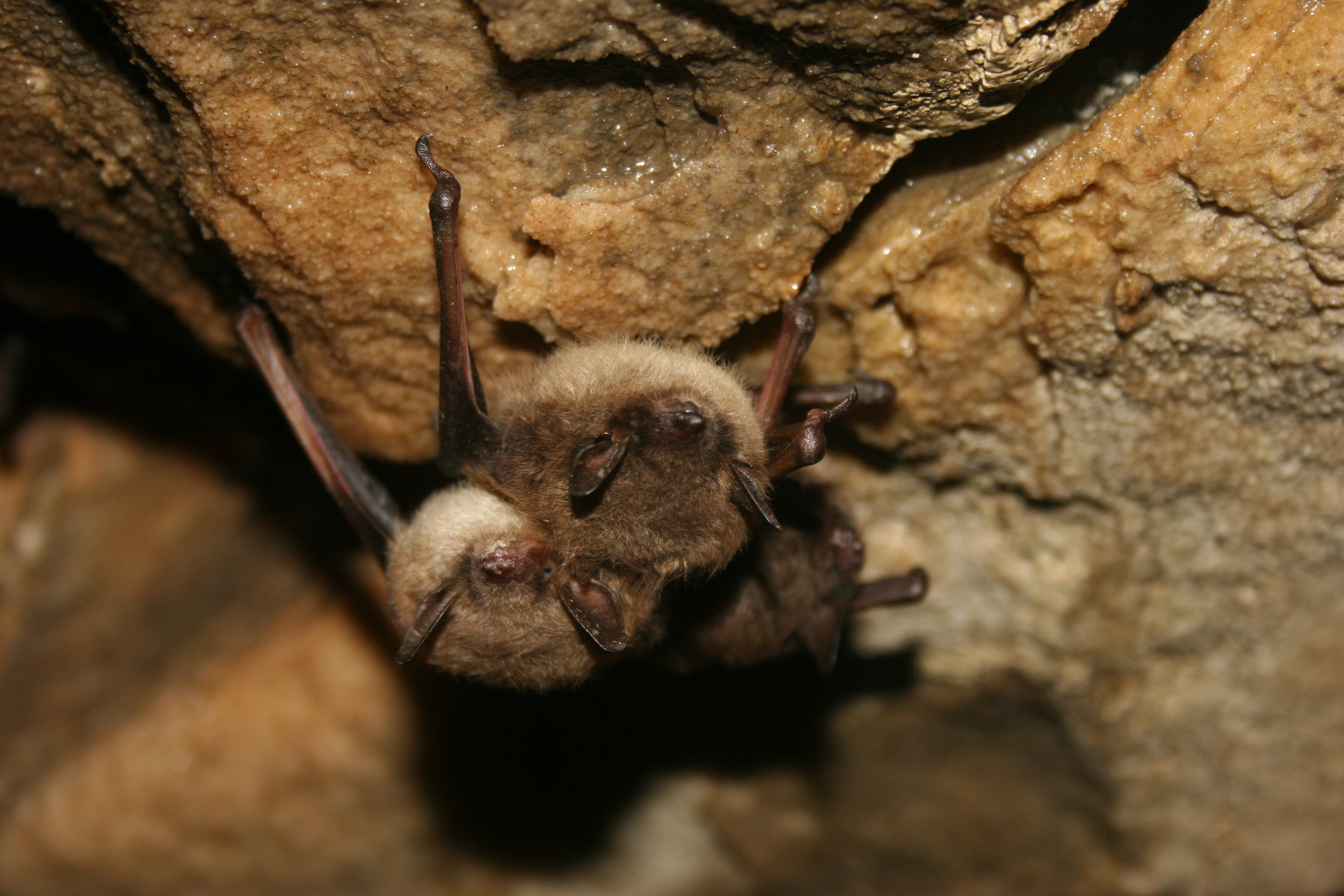
La petite chauve-souris brune.
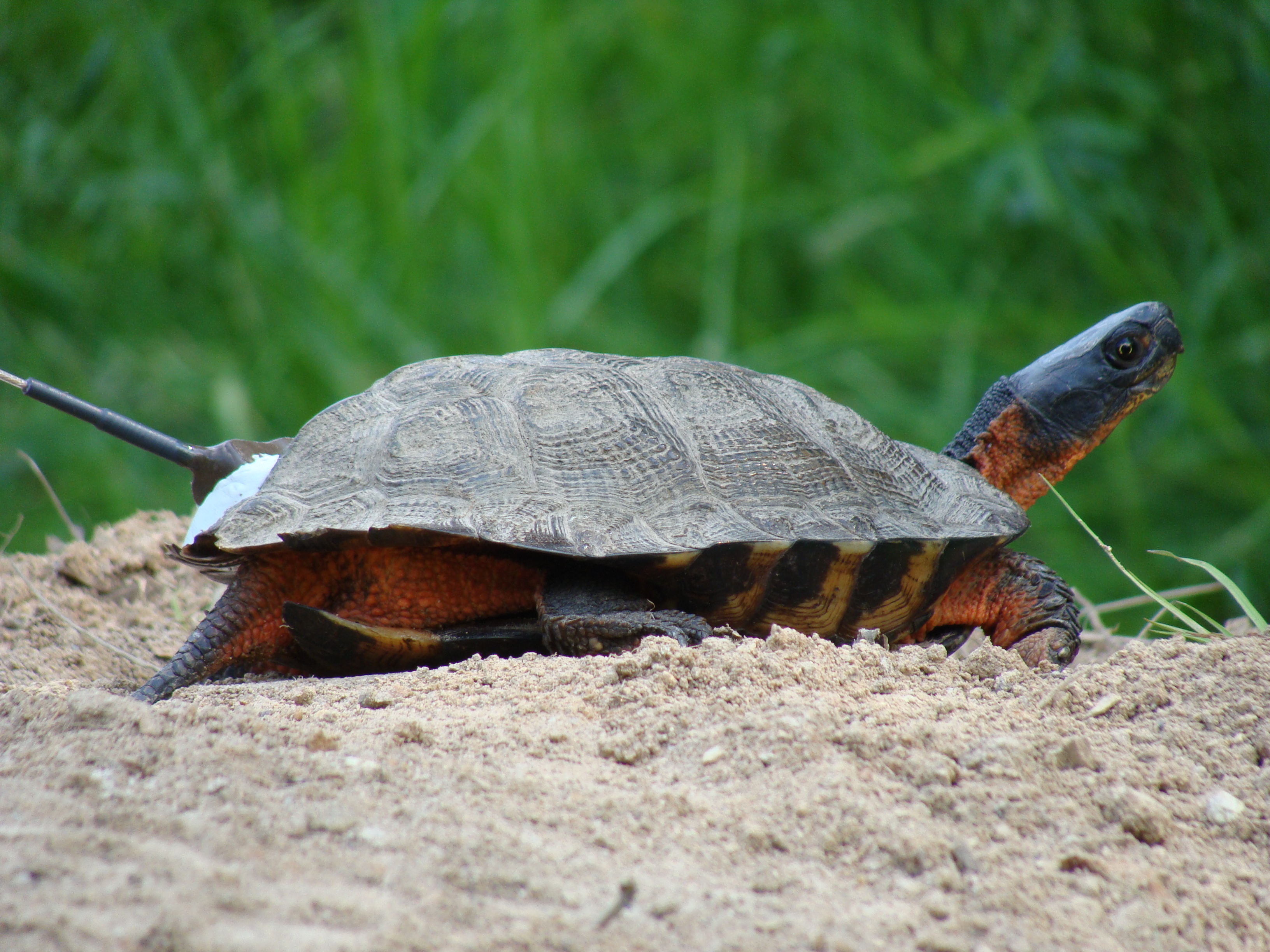
La tortue des bois.
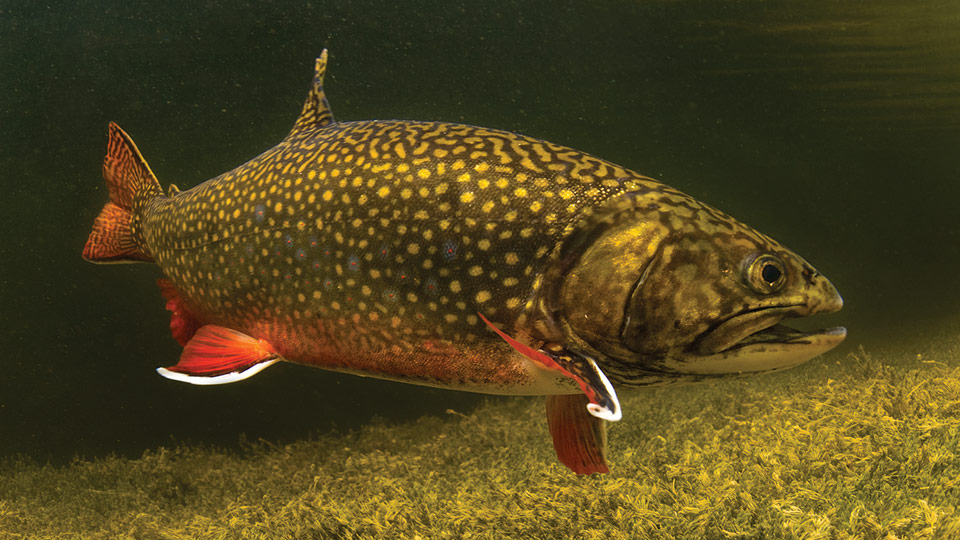
L'omble de fontaine.
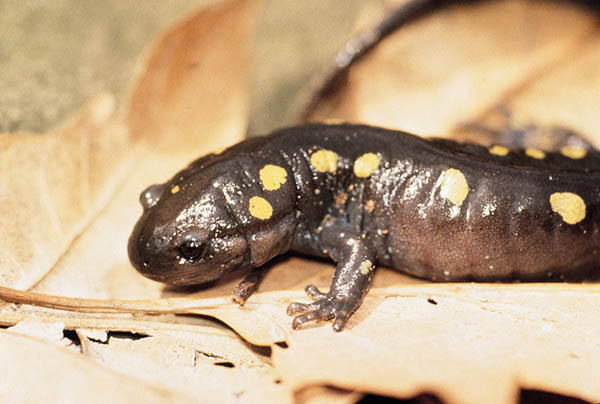
La salamandre maculée.
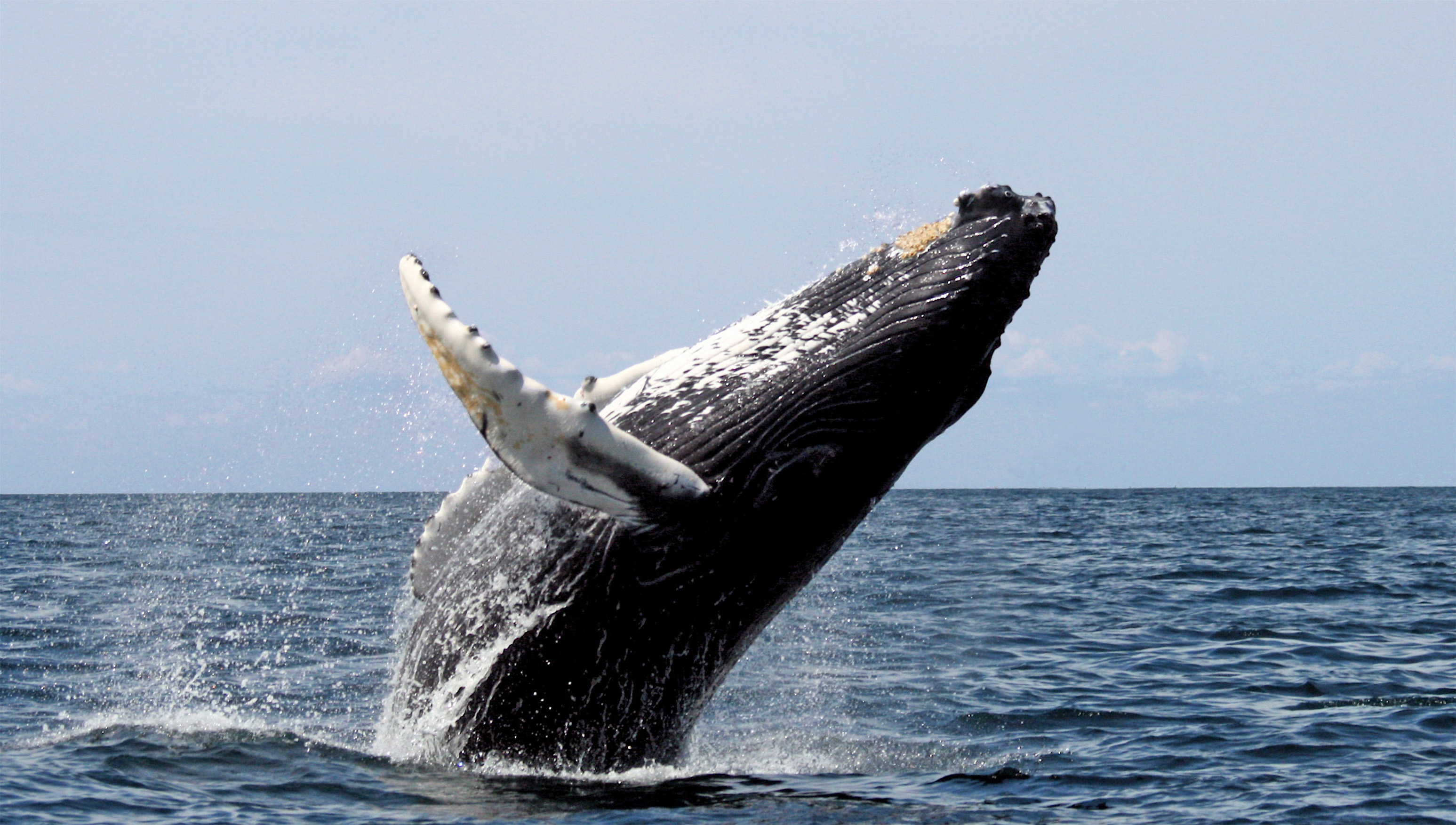
La baleine à bosse.
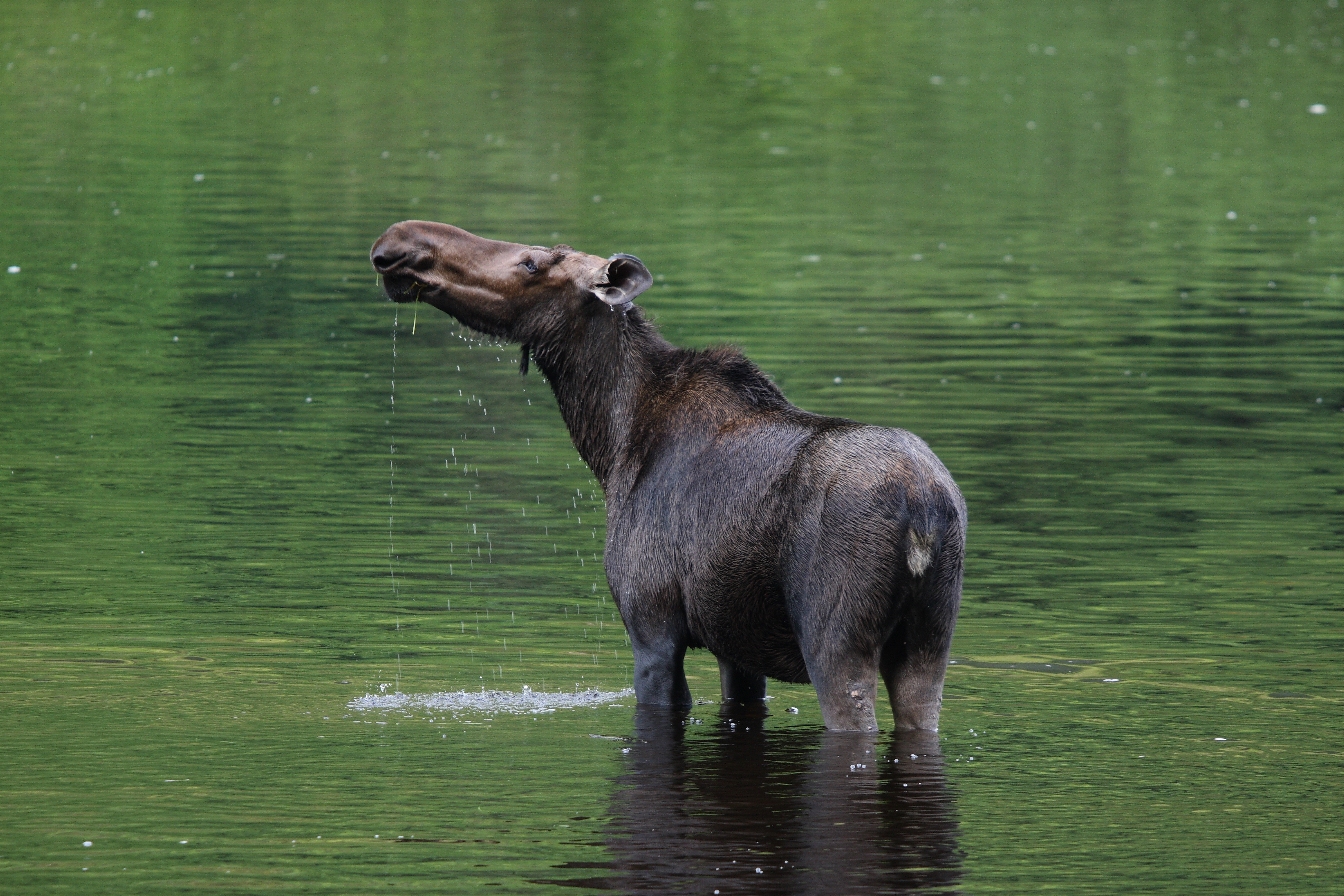
L'orignal.
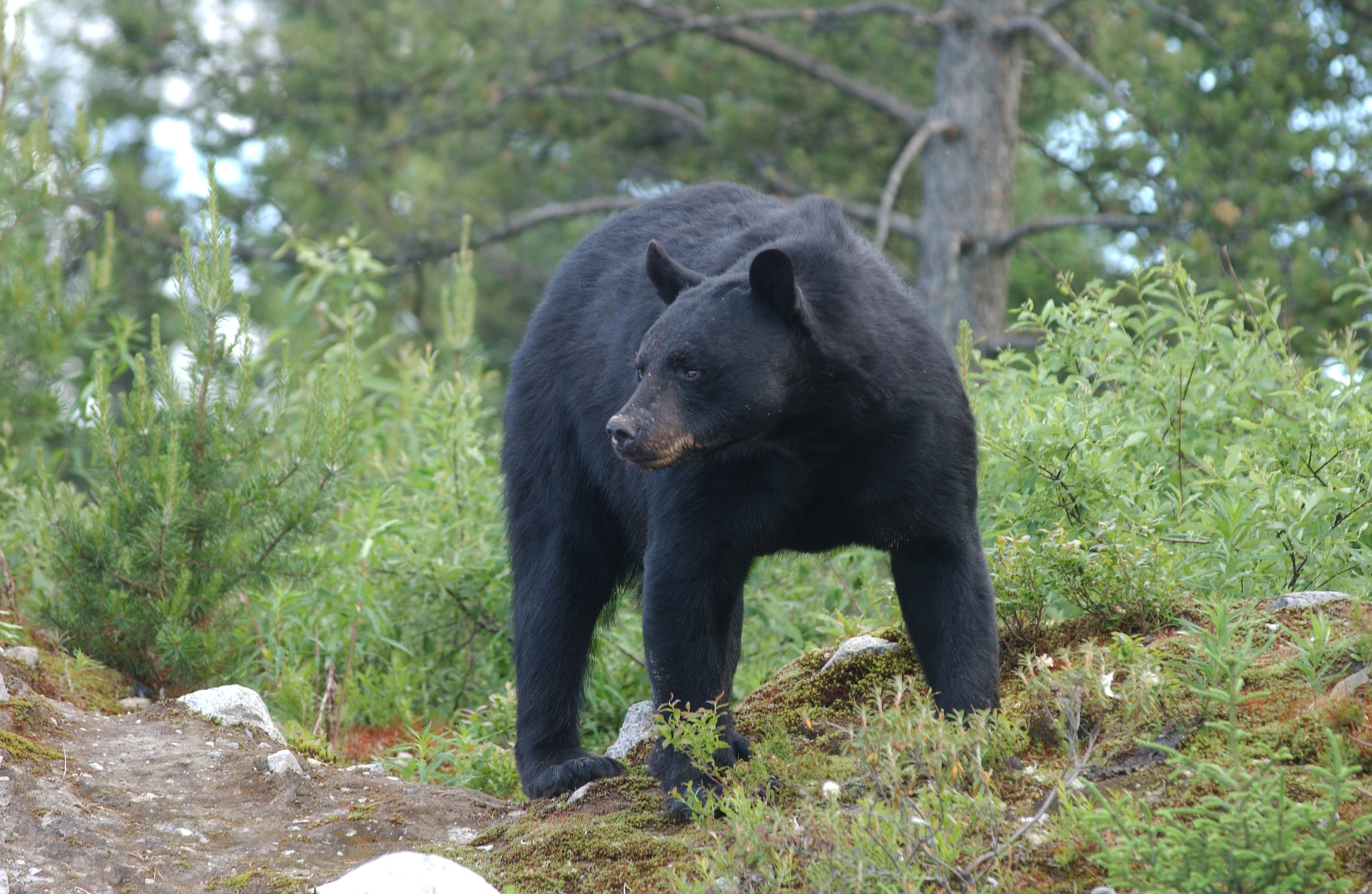
L'ours noir.
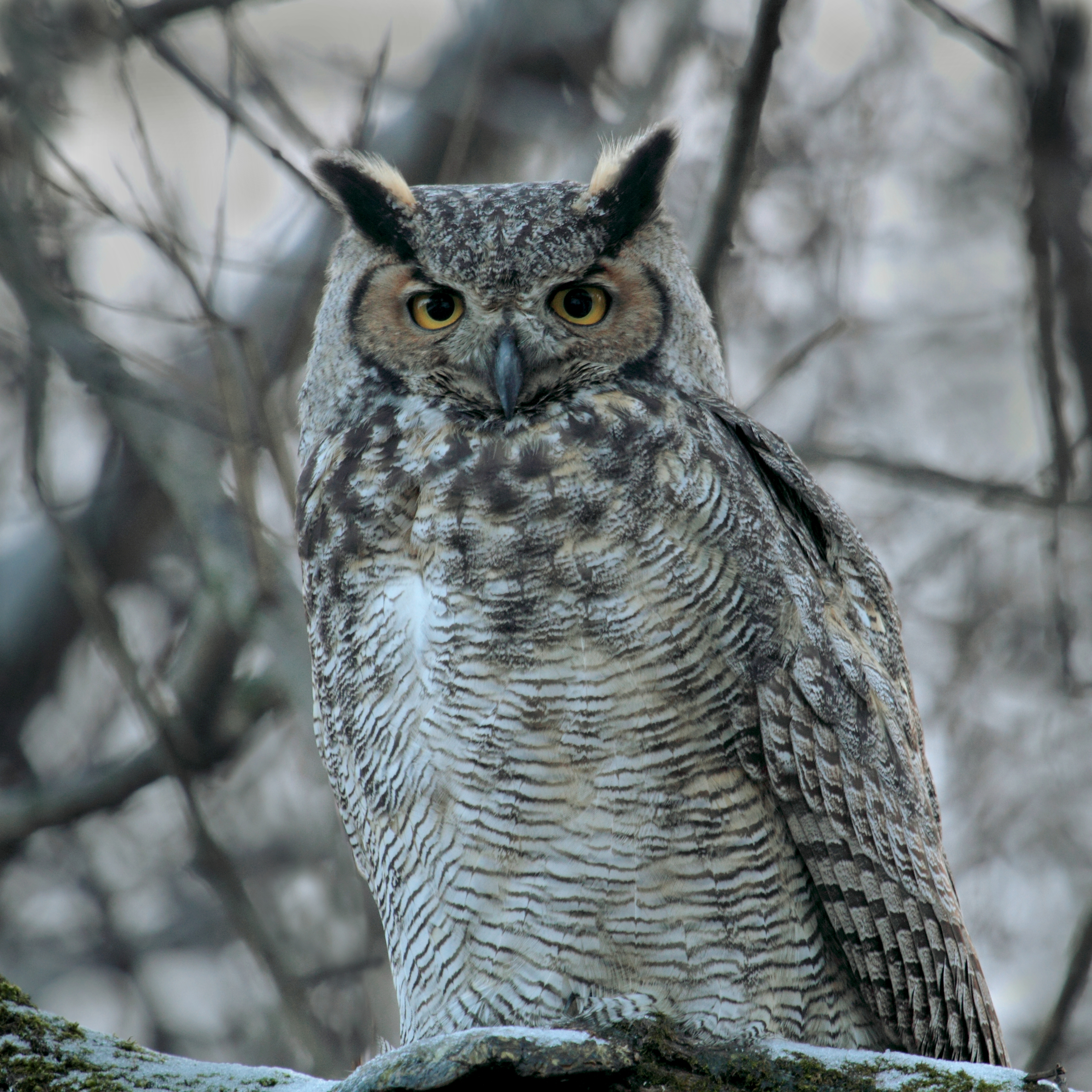
Le grand duc d'Amérique.
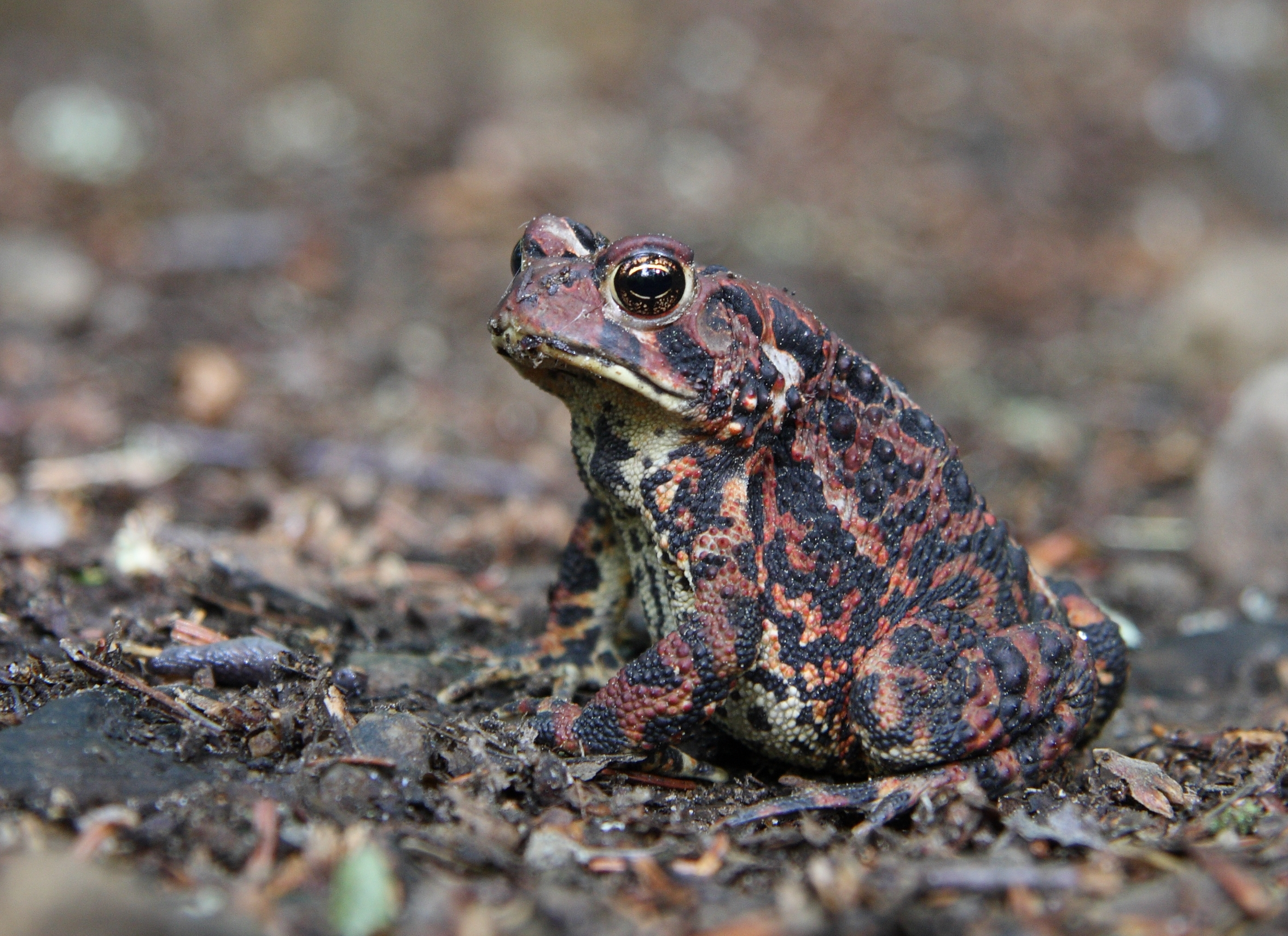
Le crapaud d'Amérique.
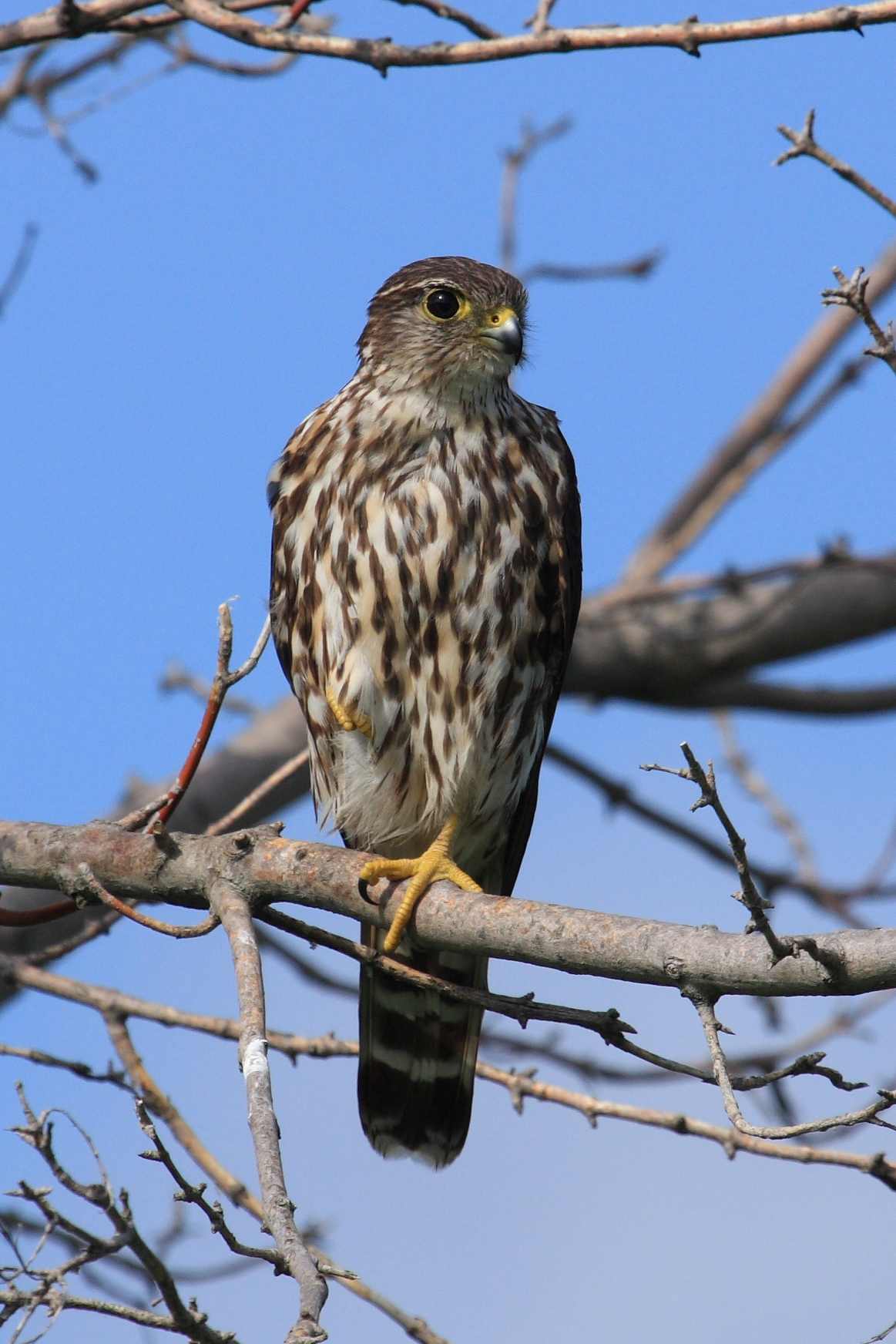
Le faucon émerillon.

## Types d'habitats
Onze types d'habitats fauniques sont établis dans la Loi sur la conservation et la mise en valeur de la faune.
1. Aire de concentration d'oiseaux aquatiques
2. Aire de confinement du cerf de Virginie
3. Aire de fréquentation du caribou au sud du 52e parallèle
4. Aire de mise bas du caribou au nord du 52e parallèle
5. Falaise habitée par une colonie d'oiseaux
6. Habitat d'une espèce faunique menacée ou vulnérable
7. Habitat du poisson
8. Habitat du rat musqué
9. Héronnière
10. Île ou presqu'île habitée par une colonie d'oiseaux
11. Vasière